# Domenico Tedesco
Domenico Tedesco (* 12. September 1985 in Rossano, Kalabrien) ist ein italienisch-deutscher Fußballtrainer. Zuletzt war er als Trainer der belgischen Nationalmannschaft tätig.

## Jugend und Ausbildung
Als Tedesco zwei Jahre alt war, wanderte seine Familie aus der italienischen Provinz Cosenza nach Deutschland aus und ließ sich im Landkreis Esslingen in Baden-Württemberg nieder. Tedesco und sein jüngerer Bruder nahmen später neben der italienischen auch die deutsche Staatsangehörigkeit an.
Als Schüler absolvierte Tedesco ein Praktikum in der Sportredaktion der Eßlinger Zeitung, bei der sein Vater als Drucker arbeitete.
Nachdem Tedesco eine Berufsausbildung zum Kaufmann im Groß- und Außenhandel abgeschlossen hatte, absolvierte er ein Bachelor-Studium des Wirtschaftsingenieurwesens und ein Master-Studium in Innovationsmanagement. Den Lehrgang des Deutschen Fußball-Bundes für Fußballlehrer an der Hennes-Weisweiler-Akademie beendete er im Frühjahr 2016 als Jahrgangsbester mit der Gesamtnote 1,0.
In seiner Freizeit spielte Tedesco Fußball. Er war als Stürmer für den ASV Aichwald in der Kreisliga A sowie für einige Monate beim Stuttgarter Verein FV Zuffenhausen in der Landesliga aktiv. Er absolvierte zudem ein Probetraining beim damaligen Drittligisten Stuttgarter Kickers.

## Trainerkarriere

### Anfänge im Juniorenbereich
Tedesco trainierte anfangs die zweite F-Jugend des ASV Aichwald.
Am 1. Juli 2008 begann Tedesco, neben seinem Studium in der Jugendabteilung des VfB Stuttgart als Trainerassistent unter Thomas Schneider zu arbeiten. Ab dem Jahr 2013 betreute er zunächst als Co-Trainer die B-Jugend-Mannschaft (U17), zu deren Cheftrainer er im Laufe der Saison ernannt wurde. Zum Ende der Saison 2014/15 verließ er den VfB Stuttgart und wurde Jugendtrainer der TSG 1899 Hoffenheim. Vor der Saison 2016/17 wurde er zum Trainer der A-Jugend (U19) befördert.

### Erzgebirge Aue
Am 8. März 2017 verpflichtete der Tabellenletzte der 2. Bundesliga, FC Erzgebirge Aue, Tedesco als Cheftrainer. Er erhielt einen bis Mitte 2018 laufenden Vertrag für die 2. und 3. Liga. In den ersten fünf Spielen holte man 13 Punkte und verließ die Abstiegsplätze. Trotz der 0:1-Niederlage am letzten Spieltag bei Fortuna Düsseldorf genügte der erarbeitete 3-Punkte-Vorsprung für den Klassenerhalt in der 2. Bundesliga.

### FC Schalke 04
Zur Saison 2017/18 übernahm Tedesco die Bundesligamannschaft des FC Schalke 04 vom beurlaubten Markus Weinzierl. Er erhielt einen bis zum 30. Juni 2019 laufenden Vertrag. Nachdem man in seiner ersten Saison Vizemeister geworden war und im DFB-Pokal das Halbfinale erreicht hatte, verlängerte er im August 2018 seinen Vertrag „auf Schalke“ vorzeitig bis Sommer 2022. Mitte März 2019 stellte der Verein, der sich in der Bundesliga auf Rang 14 befand, Tedesco nach dem 0:7 bei Manchester City in der Champions League frei. Ihm folgten interimsweise der Schalker „Jahrhunderttrainer“ und Schalke-Aufsichtsrat Huub Stevens mit Mike Büskens als Co-Trainer bis Saisonende.

### Spartak Moskau
Am 14. Oktober 2019 übernahm Tedesco den Trainerposten beim russischen Erstligisten und Rekordmeister Spartak Moskau als Nachfolger des nach vier sieglosen Ligaspielen in Folge beurlaubten Oleg Kononow. Er erhielt einen bis zum 30. Juni 2021 gültigen Vertrag. Mit der Vertragsunterschrift bei Spartak Moskau konnte Tedescos letzter Verein Schalke 04 dabei fünf Millionen Euro einsparen, da sein Vertrag noch bis Juni 2022 gültig gewesen wäre. Tedesco war der erste deutsche Trainer bei Spartak Moskau.
Zum Zeitpunkt seiner Ernennung rangierte Spartak Moskau nach zwölf Spieltagen mit 14 Punkten auf dem neunten Tabellenplatz. Tedesco stabilisierte den Verein und führte ihn in seiner ersten Saison auf den siebten Platz. Im Dezember 2020 gab Tedesco bekannt, seinen zum Ende der Saison 2020/21 auslaufenden Vertrag nicht zu verlängern. Als Grund gab er an, seiner in Deutschland gebliebenen Familie näher sein zu wollen, da die aufgrund der COVID-19-Pandemie erlassenen Reisebeschränkungen gegenseitige Besuche erschwerten. Im weiteren Verlauf der Saison führte er den Verein auf Platz zwei und schloss somit sein Engagement in Moskau mit dem Gewinn der Vizemeisterschaft ab.

### RB Leipzig
Anfang Dezember 2021 kehrte Tedesco in die Bundesliga zurück und übernahm RB Leipzig als Nachfolger von Jesse Marsch. Er unterschrieb einen Vertrag bis zum 30. Juni 2023. Der Vizemeister der Vorsaison stand zu diesem Zeitpunkt nach dem 14. Spieltag der Saison 2021/22 mit 18 Punkten auf dem 11. Platz und hatte 7 Punkte Rückstand auf einen Champions-League-Platz. In der Champions-League-Gruppenphase war die Mannschaft auf dem 3. Platz in die K.-o.-Phase der Europa League abgestiegen. RB Leipzig beendete die Bundesliga-Saison 2021/22 unter Tedesco mit 58 Punkten auf Platz 4 und qualifizierte sich damit für die Champions League 2022/23. In der Europa League schied man im Halbfinale gegen die Glasgow Rangers aus. Im Mai 2022 gewann RB Leipzig erstmals den DFB-Pokal. Im Finale besiegten sie den SC Freiburg 4:2 nach Elfmeterschießen.
In der Bundesliga-Saison 2022/23 stand die Mannschaft nach dem 5. Spieltag mit 5 Punkten auf dem 11. Platz. Anschließend wurde das erste Spiel in der UEFA Champions League 2022/23 zu Hause mit 1:4 gegen Schachtar Donezk verloren, was zur Freistellung Tedescos und seiner Co-Trainer führte.

### Belgischer Nationaltrainer
Anfang Februar 2023 übernahm Tedesco die belgische Nationalmannschaft als Nachfolger von Roberto Martínez, der nach dem Vorrunden-Aus bei der Weltmeisterschaft 2022 zurückgetreten war. Er unterschrieb einen Vertrag bis nach der Europameisterschaft 2024. Mitte März 2024 wurde sein Vertrag bis zum Ablauf der Weltmeisterschaft 2026 verlängert. Am 17. Januar 2025 trennte sich der belgische Fußballverband von Tedesco.

## Titel
- Deutscher Pokalsieger: 2022 (RB Leipzig)

## Privates
Domenico Tedesco ist verheiratet und Vater von zwei Töchtern. Sein Bruder Umberto war auf semiprofessioneller Ebene Fußballspieler, der in der Regionalliga für den SC Freiburg II und die Stuttgarter Kickers spielte. Seit 2022 ist er Videoanalyst unter seinem Bruder, so bei RB Leipzig und bei der belgischen Fußballnationalmannschaft.

## Auszeichnungen
Trainer des Monats der russischen Premjer-Liga: August 2020, September 2020